# Імунопреципітація хроматину

Імунопреципітація хроматину

Імунопреципітація хроматину (англ. Chromatin Immunoprecipitation, скороч. ChIP) — експериментальна техніка в молекулярній біології яку використовують для дослідження взаємодій між ДНК та білками в живих клітинах. Імунопреципітація хроматину дозволяє визначити які саме білки асоційовані з конкретними ділянками геному (наприклад, асоціація певних факторів транскрипції з певними промоторами). Важливим застосуванням методу ChIP є дослідження впливу сукупності посттрансляційних модифікацій гістонів на функціональний статус генів (див. Гістоновий код).
В основі методу імунопреципітації хроматину та його модифікацій лежить наступна послідовність операцій: 
1. ДНК та білки хроматину в живих клітинах або тканинах «зшиваються» (англ. crosslinking) між собою за допомогою хімічних реагентів або жорсткого ультрафіолетового опромінювання. Цю операцію пропускають в нативній імунопреципітації хроматину (англ. Native ChIP).
2. Молекули ДНК випадковим чином фрагментуються до розміру приблизно 500 пар основ за допомогою фізичних (ультразвук) або біохімічних (нуклеази) методів.
3. Білок який необхідно дослідити селективно імунопреципітується за допомогою відповідного антитіла. Разом із білком осаджуються фрагментами ДНК, з якими він був асоційований в клітині.
4. ДНК з імунопреципітату очищується і секвенується.

## Різновиди ChIP
Існує два основних різновиди імунопреципітації хроматину, які відрізняються способом фіксації та виділення ДНК-білкових комплексів. Першим є XChIP (від англ. cross-linked ChIP, тобто ChIP із хімічною «зшивкою» компонентів) під час якого використовують хімічні реагенти які ковалентно зшивають білки з відповідними ділянками ДНК. Другим є NChIP, або нативний ChIP (англ. native ChIP) під час якого виділяються комплекси які утворені тільки нековалентними взаємодіями.

### XChIP
XChIP використовують для дослідження факторів транскрипції та інших протеїнів хроматину. Особливістю цього різновиду імунопреципітації хроматину є використанні хімічних реагентів таких як  формальдегід або фізичних факторів таких як УФ світло для того щоб ковалентно «пришити» білки до споріднених ділянок ДНК. Після зшивки хроматин контрольовано руйнується дією ультразвуку в результаті чого утворюються фрагменти ДНК довжиною приблизно 300—1000 пар основ. Була також описана нуклеазна обробка формальдегід-зшитого хроматину.
Утворений клітинний лізат очищують центрифугуванням, після чого зшиті ДНК-білкові комплекси осаджуюють (преципітують) за допомогою білок-специфічних антитіл. Найчастіше антитіла є прикріпленими до мікрочастинок агарози, сепарози або магнітних наночастинок, для того щоб їх можна було виділити з розчину у вигляді осаду. Імунопреципітовані комплекси (тобто комплекси носій–антитіло–білок–ДНК) промивають щоб відділити неспецифічно зв'язані білки, далі білкові компоненти імунопреципітованих комплексів гідролізуються протеїназою K.
ДНК що вивільнилась внаслідок протеїназної обробки імунопреципітованих комплексів далі ампліфікується за допомогою полімеразної ланцюгової реакції (ПЛР), або ж детектується за допомогою ДНК-мікрочипів, молекулярного клонування та секвенування. Найновіші методики імунопреципітації хроматину, а саме ChIP-Seq, передбачають пряме високопродуктивне секвенування імунопреципітованої ДНК.

### NChIP
Нативний ChIP використовують головним чином для визначення ділянок ДНК які асоційовані з певними модифікаціями гістонів. В нативному хроматині ДНК обернена навколо октамерів гістонів, утворюючи нуклеосоми. Методика NChIP передбачає обробку нативного хроматину ДНКазою, яка руйнує вільні ділянки ДНК, але не впливає на ділянки, які були захищені нуклеосомами. В результаті такої контрольованої фрагментації геномна ДНК перетворюється на суміш фрагментів розміром від 200 пар основ (1 нуклеосома) до 1000 пар основ (5 нуклеосом).
Після цього, методика повторює кроки XChIP, при цьому в процесі імунопреципітації використовують антитіла специфічні до певних модифікацій гістонів.

### Порівняння XChIP та NChIP
Основною перевагою NChIP є висока специфічність антитіл. Антитіла до модифікацій гістонів готують використовуючи високоочищені синтетичні пептиди під час імунізації. Більш того, ці антитіла преципітують гістони які перебувають у нативній конформації. На відміну від цого, під час XChIP  цільові епітопи можуть бути зруйновані на стадії зшивки, що зменшує специфічність імунопреципітації. Як результат XChIP протокол є менш ефективним (дає більший фон) ніж NChIP.
Таблиця 1. Переваги та недоліки протоколів NChIP та XChIP
|          | XChIP | NChIP |
| -------- | --- | --- |
| Переваги | Підходить для факторів транскрипції та інших білків які слабо асоційовані з хроматином. Може бути застосований до багатьох типів клітин і організмів в яких важко дослідити нативний хроматин.                                     | Краща чутливість антитіл, антитіла взаємодіють з білками в їх нативній конформації. Кращий вихід білків і ДНК                                |
| Недоліки | Антиген може бути зруйнований під час зшивки з ДНК, що призводить до менших кількостей ДНК-білкових комплексів в преципітаті Існує можливість хибно-позитивних результатів для білків які не взаємодіють із хроматином специфічно. | Неможливо використовувати для негістонових протеїнів Існує можливість перегрупування або деградації гістонів в нуклеосомах під час виділення |

## Історія розвитку
У 1984 році Джон Т. Ліс (англ. John T. Lis) і Девід Гілмор (англ. David Gilmour) вперше використали УФ-опромінення як зшиваючий агент щоб ковалентно зв'яати ДНК та відповідні споріднені білки в живих бактеріальних клітинах. Після лізису клітин та імунопреципітації бактеріальної РНК-полімерази, ДНК в преципітаті аналізували за допомогою гібридизації з ДНК-зондами. В результаті вдалось отримати інформацію про транскрипцію певних генів. В наступному році ті ж самі автори застосували цей метод для вивчення розподілу еукаріотичної РНК-полімерази II на генах теплового шоку в геномі дрозофіли. Ці публікації поклали початок широкому використанню цього методу в дослідженнях інших білків хроматину. Метод XChIP був розроблений Олександром Варшавським (англ. Alexander Varshavsky) котрий вивчав розподіл гістонів Н4 у генах теплового шоку. Метод XChIP інтенсивно розвивався і надалі. Метод NChIP був вперше описаний в 1988 році, після чого швидко вдосконалювався.
Перші протоколи експериментів вимагали 4–5 днів робочого часу для виконання і близько 106~ 107 клітин як вихідного матеріалу. Із новими вдосконаленими методиками став можливим аналіз 100~1000 клітин протягом одного дня. Такими методиками є:
- CChIP (від англ. Carrier ChIP, тобто ChIP із додатковим носієм): Цей варіант ChIP дозволяє преципітувати хроматин з надзвичайно малої клількості (від 100) клітин. Його характерною особливістю є додавання клітин Drosophila як буферного матеріалу для того щоб зменшити втрати під час маніпуляцій. Цей метод потребує використання високоспецифічних праймерів для ампліфікації цільових генів на фоні великого надлишку генів Drosophila.[12]
- Швидкий ChIP (англ. Fast ChIP): В цьому протоколі наступні кроки виконуються швидше ніж звичайно: (i) ультразвукова обробка пришвидшує звязування антитіл з цільовим білком, зменшуючи загальний час потрібний для імунопреципітації (ii) полімерний носій (Chelex-100) використовують для швидшого виділення ДНК. Цей протокол вимагає велику кількість вихідного матеріалу (від 106~107клітин).[13][14][15]
- MikpoChIP (англ. MicroChIP, µChIP): метод був розроблений для аналізу малих популяцій клітин. Однієї тисячі клітин може вистачити для восьми паралельних визначень. Можливий також аналіз невеликих (1 мм3) зразків біопсій.[16][17]

## Обмеження
- ChIP важко адаптувати для дослідження хроматину в багатоклітинних модельних організмах.
- Метод має середню чутливість та низьке розділення в часі для вивчення швидких змін в хроматині.
- в ChIP-експерименті неможливо відрізнити різні ізоформи факторів транскрипції.